# Evert van Aelst

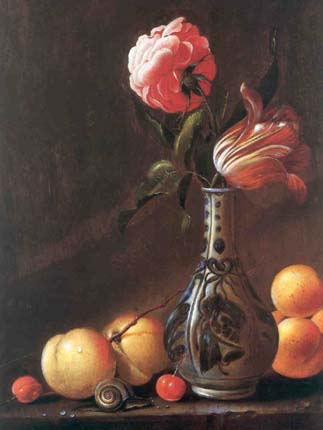
Blomsterstilleben av Evert van Aelst.

Evert van Aelst, född 1602 och död 1657 var en holländsk konstnär.
Evert van Aelst utförde stilleben i svala, gråa toner, oftast fågelvilt och särskilt rapphöns.